# Konjugation (bakteriell)

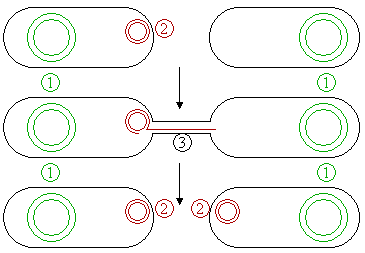
(1) Bakteriell kromosom. (2) Plasmid. (3) Plasmiden replikeras och överförs till den mottagande cellen genom en F-pilus.

Genom konjugation kan en plasmid överföras från en bakterie till en annan. Donatorcellen bildar på sin yta en pilus, ett ytterst tunt rör som ansluts till den andra bakterien. En direkt förbindelse mellan de två cellernas cytoplasma har uppstått. Genom pilus förs en kopia av plasmid-DNA, eller i vissa fall kromosomalt DNA, över till mottagaren. Utbytet är inte jämbördigt mellan donatorn och recipienten, och är inte anknutet till förökning.
Den främmande genetiska information som kommit in i mottagarcellen blir en del av dess genom bara om den ansluts till bakteriekromosomen via rekombination, eller om den självständigt kan replikera sig som plasmid. 
Bakterier kan uppta genmaterial även genom transduktion och transformation.